# Gregory P. Baxter
Gregory Paul Baxter (Somerville, 3 de marzo de 1876-Cambridge, 10 de febrero de 1953) fue un químico estadounidense notable por su trabajo sobre pesos atómicos.

## Biografía
Nacido en Somerville, Massachusetts, se convirtió en profesor de química en Harvard en 1897. Fue presidente del Departamento de Química de Harvard de 1911 a 1932. En 1925 asumió la cátedra Theodore William Richards, que ocupó hasta su jubilación en 1944.
Siendo especialista en el estudio de los pesos atómicos y otras constantes químicas, fue presidente del Comité Internacional de Pesos Atómicos de 1930 a 1949. Durante la guerra estuvo asociado con la Oficina de Investigación y Desarrollo Científico. Era miembro de la Academia Estadounidense de las Artes y las Ciencias y la Academia Nacional de Ciencias.
Falleció en su casa de Cambridge, Massachusetts, el 10 de febrero de 1953.